# Digitaria stenotaphrodes
Digitaria stenotaphrodes är en gräsart som först beskrevs av Ernst Gottlieb von Steudel, och fick sitt nu gällande namn av Otto Stapf. Digitaria stenotaphrodes ingår i släktet fingerhirser, och familjen gräs. Inga underarter finns listade i Catalogue of Life.